# Mali Jelnik
Mali Jelnik este o localitate din comuna Lukovica, Slovenia, cu o populație de 48 de locuitori.